# Lomnice (Bruntáli járás)
Lomnice (németül: Lobnig) község Csehországban, a Bruntáli járásban. Lomnice Moravskoslezský Kočov, Ryžoviště, Roudno, Moravský Beroun, Dětřichov nad Bystřicí, Břidličná, Nová Pláň, Valšov és Mezina településekkel határos. Lakosainak száma 487 fő (2024. január 1.).

## Népesség
A település lakosságának változását az alábbi diagram mutatja:
| Lakosok száma | 1509 | 1485 | 1376 | 841  | 668  | 545  | 510  | 513  | 495  | 487  |
|               | 1869 | 1890 | 1921 | 1950 | 1980 | 2001 | 2017 | 2019 | 2022 | 2024 |